# Olympique de Valence
Olympique de Valence – francuski klub piłkarski z siedzibą w Valence.

## Historia
Klub został założony w 1920 przez członków ormiańskiej diaspory we Francji jako Union sportive de la Jeunesse d’origine arménienne de Valence (USOA Valence). W 1992 połączył się z Football Club Valence (FC Valence), tworząc Association sportive d’origine arménienne de Valence (ASOA Valence). W sezonie 1995/1996 osiągnął ćwierćfinał Pucharu Francji, w którym przegrał 0:2 z AJ Auxerre. W latach 1992–2004 rozegrał 10 sezonów w drugiej lidze. W 2005 ponownie wywalczył awans do Ligue 2, ale z powodu kłopotów finansowych został rozwiązany.
Na jego bazie powstał klub pod nazwą Association Sportive de Valence (AS Valence), który w sezonie 2005/2006 wystartował w rozgrywkach szóstej ligi. W 2014 zmienił nazwę na Olympique de Valence.

## Historia występów w drugiej i trzeciej lidze

### FC Valence (–1991)
| Sezon   | Poziom | Liga       | Grupa   | Miejsce      |
| ------- | ------ | ---------- | ------- | ------------ |
| 1973/74 | III    | Division 3 | Centre  |              |
| 1974/75 | III    | Division 3 | Sud     | spadek       |
| 1981/82 | III    | Division 3 | Centre  |              |
| 1982/83 | III    | Division 3 | Centre  |              |
| 1983/84 | III    | Division 3 | Sud     | awans        |
| 1984/85 | II     | Division 2 | B       | 18. (spadek) |
| 1985/86 | III    | Division 3 | Sud     |              |
| 1986/87 | III    | Division 3 | Sud     |              |
| 1987/88 | III    | Division 3 | Sud-Est |              |
| 1988/89 | III    | Division 3 | Sud     |              |
| 1989/90 | III    | Division 3 | Sud     |              |
| 1990/91 | III    | Division 3 | Sud     |              |
| 1991/92 | III    | Division 3 | Sud     |              |

### USOA Valence (1920–1992)
| Sezon   | Poziom | Liga       | Grupa   | Miejsce |
| ------- | ------ | ---------- | ------- | ------- |
| 1987/88 | III    | Division 3 | Sud-Est |         |
| 1988/89 | III    | Division 3 | Sud     |         |
| 1989/90 | III    | Division 3 | Sud     |         |
| 1990/91 | III    | Division 3 | Sud     |         |
| 1991/92 | III    | Division 3 | Sud     |         |

### ASOA Valence (1992–2005)
| Sezon   | Poziom | Liga       | Grupa | Miejsce      |
| ------- | ------ | ---------- | ----- | ------------ |
| 1992/93 | II     | Division 2 | A     | 5.           |
| 1993/94 | II     | Division 2 | –     | 15.          |
| 1994/95 | II     | Division 2 | –     | 13.          |
| 1995/96 | II     | Division 2 | –     | 15.          |
| 1996/97 | II     | Division 2 | –     | 10.          |
| 1997/98 | II     | Division 2 | –     | 7.           |
| 1998/99 | II     | Division 2 | –     | 18.          |
| 1999/00 | II     | Division 2 | –     | 19. (spadek) |
| 2000/01 | III    | National   | –     | 10.          |
| 2001/02 | III    | National   | –     | 3. (awans)   |
| 2002/03 | II     | Ligue 2    | –     | 13.          |
| 2003/04 | II     | Ligue 2    | –     | 18. (spadek) |
| 2004/05 | III    | National   | –     | 2.           |

## Reprezentanci kraju grający w klubie
Stan na grudzień 2023
|  | - Madjid Adjaoud - Medhi Lacen - Mehdi Mostefa - Sabri Tabet - Guilherme Afonso - Éric Assadourian - Hamlet Mychitarian - Maxime Agueh - Oumar Tchomogo - Firmin Sanou - Harouna Traoré |  | - Ousmane Traoré - Joël Sami - Armand Ossey - Pathé Bangoura - Ibrahima Sory Souare - Pius N’Diefi - Bill Tchato - Cédric Kanté - Fouad Chafik - Romain Saïss - Samuel Camille |  | - Steeve Elana - Ahmed Dabo - Gaston Diamé - Francisco Ferreira - Éric Farro - Pape Sarr - Patrick Jacquemet - Thomas Dossevi - Robert Malm - Marc-Éric Gueï - Élie Kroupi |